# De kantwerkster
De kantwerkster is een schilderij uit 1669-1670 van de Delftse kunstschilder Johannes Vermeer (1632-1675). Het is een van de kleinste overgeleverde schilderijen uit het oeuvre van Vermeer. Het werk is in het bezit van het Louvre in Parijs.

## Beschrijving
Onderwerp van het schilderij is een jonge vrouw die geconcentreerd bezig is met het klossen van kant. Het vervaardigen van deze kostbare weefsels met behulp van klossen of naalden was een ambacht dat in de Gouden Eeuw veelvuldig werd beoefend. Het weven van de draden was erg bewerkelijk en arbeidsintensief en paste om die reden goed binnen de calvinistische moraal van de toenmalige burgerij. De kantwerkster van Vermeer schetst een ideaalbeeld van een ijverige en deugdzame huisvrouw. Het boek naast het kussen, een bijbel of een gebedenboek, onderstreept dit beeld nog.
In De kantwerkster is de persoonlijkheid en het gelaat van het model ondergeschikt aan het afbeelden van het kantklossen als activiteit. De hele compositie focust op het punt waar de kant op miraculeuze wijze tot stand komt. De spinster (ca. 1652) van Gerard ter Borch (1617-1681) toont ook een vrouw die in alle rust bezig is met haar naaiwerk. Maar bij Ter Borch blijft het model een individuele persoonlijkheid, onafhankelijk van haar bezigheid.

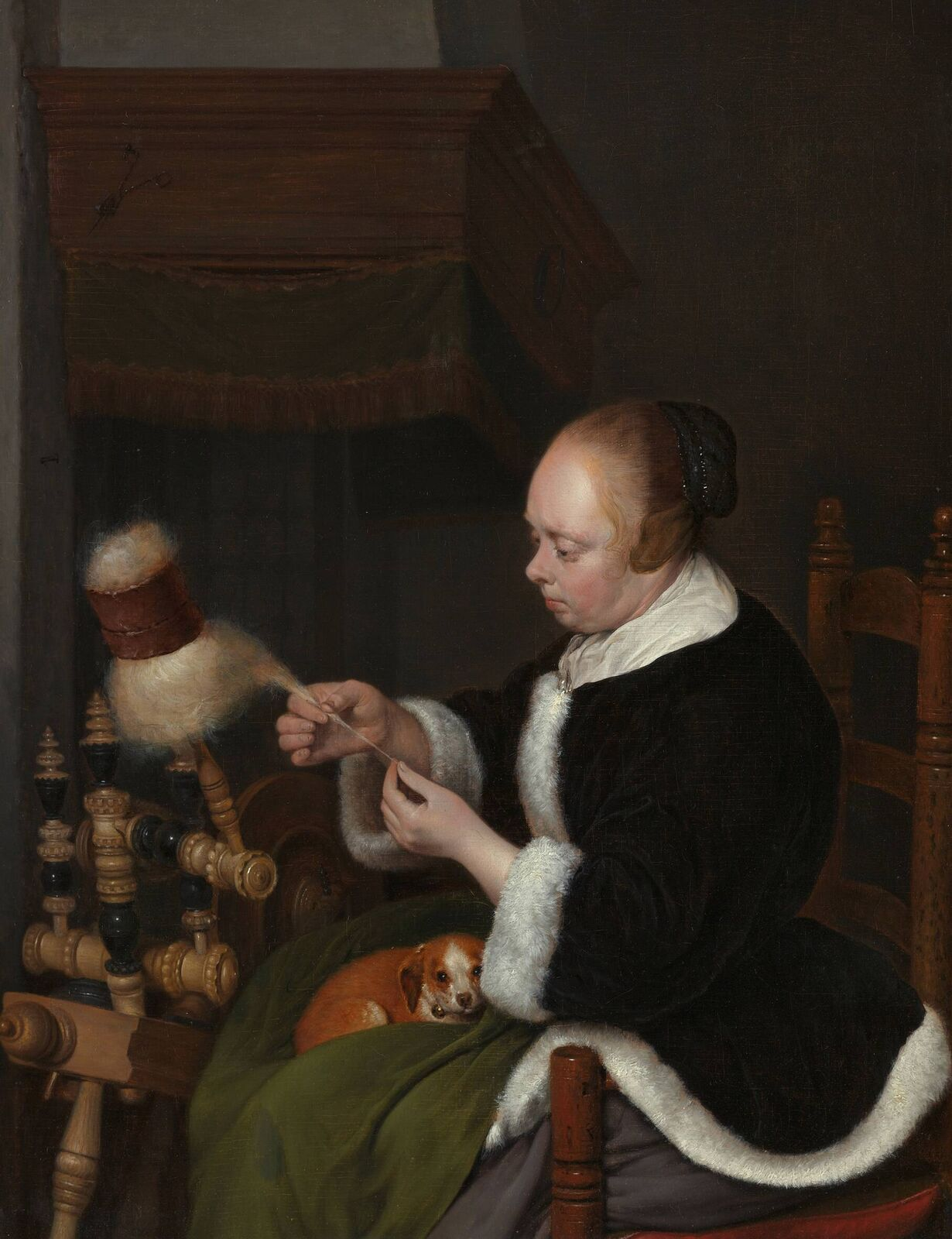
De spinster van Gerard ter Borch.

Vermeer vestigde de aandacht van de kijker op het middelpunt van de compositie door middel van een techniek die doet vermoeden dat hij gebruik maakte van een camera obscura of althans bekend was met het effect daarvan. Bepaalde delen in het schilderij, zoals het gezicht en de handen, zijn scherper dan de andere delen. De twee zijden draden in de handen van de vrouw zijn heel fijn geschilderd, terwijl de rode en witte draden in een wazige kluwen van het kussen vloeien. Door de verschillen in focus tussen de verschillende delen wist Vermeer ook een dieptewerking in het schilderij te realiseren.angelo

## Eigenaren
Net als vele andere schilderijen van Johannes Vermeer werd ook De kantwerkster verkocht op de Dissiusveiling in 1696. Het werk bracht daar slechts 28 gulden op. In de achttiende en negentiende eeuw verwisselde het stuk nog tienmaal van eigenaar totdat het in 1870 in handen kwam van het Louvre in Parijs.
Diana en haar nimfen · Christus in het huis van Martha en Maria · De koppelaarster · Slapend meisje · Brieflezend meisje bij het venster · Het straatje · De soldaat en het lachende meisje · Het melkmeisje · Het glas wijn · Dame en twee heren · Onderbreking van de muziek · Gezicht op Delft · De muziekles · Brieflezende vrouw in het blauw · Vrouw met weegschaal · Vrouw met waterkan · De luitspeelster · Vrouw met parelsnoer · Schrijvende vrouw in het geel · Meisje met de rode hoed · Meisje met de parel · Het concert · Allegorie op de schilderkunst · Meisjeskopje · Dame en dienstbode · De astronoom · De geograaf · De kantwerkster · De liefdesbrief · De gitaarspeelster · Schrijvende vrouw met dienstbode · Allegorie op het geloof · Staande virginaalspeelster · Zittende virginaalspeelster
Omstreden toeschrijvingen: Sint Praxedis · Zittende vrouw aan het virginaal · Meisje met de fluit